# Mylonityzacja

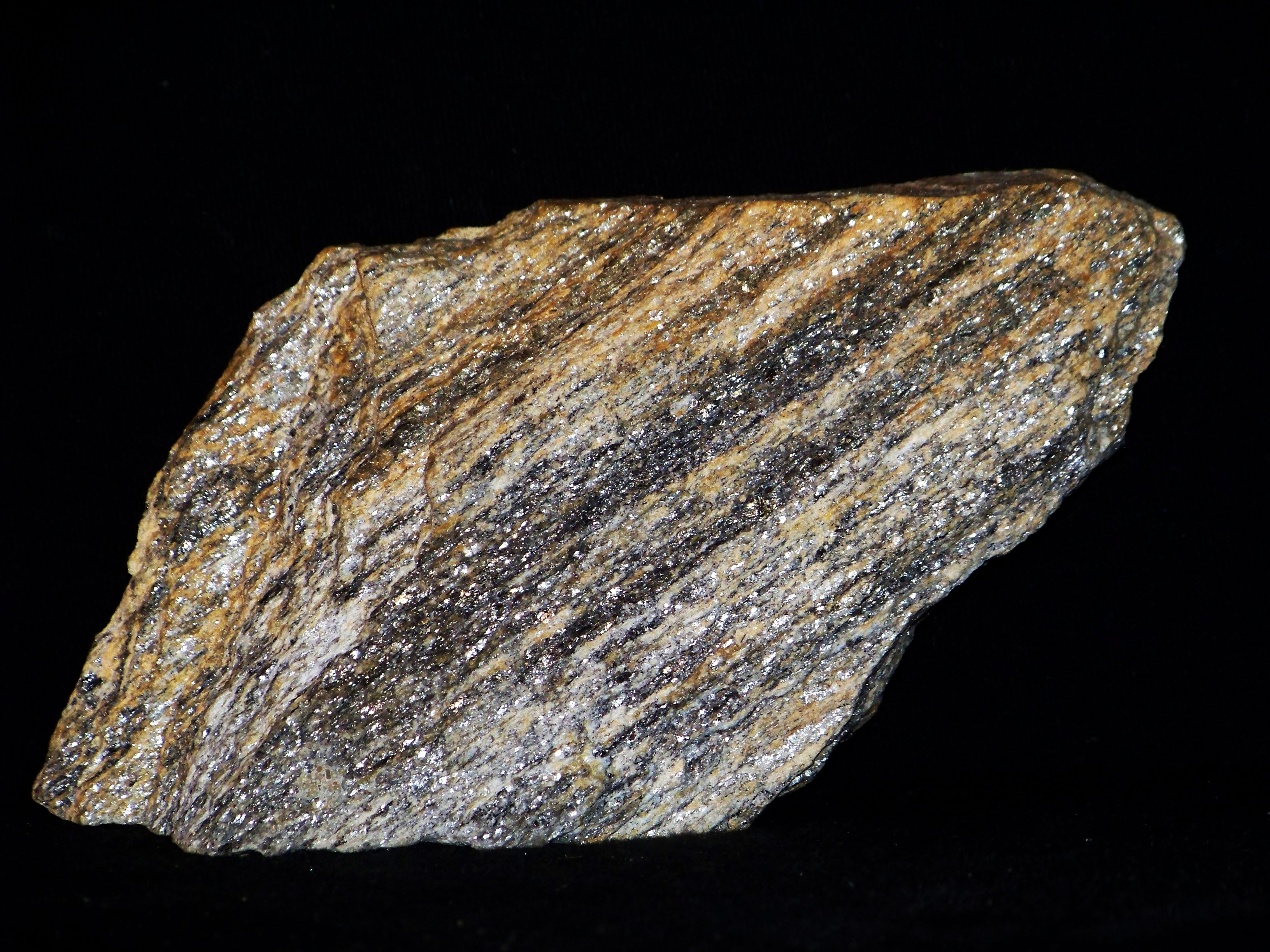
Produkt mylonityzacji - mylonit

Mylonityzacja – proces geologiczny polegający na kruszeniu i całkowitym rozcieraniu na miazgę skał bez ich upłynnienia, przebiegający pod wpływem kierunkowego ciśnienia tektonicznego, prowadzący do pojawienia się w zmielonej masie wyraźnej kierunkowości.   
Zachodzi głównie w strefach uskokowych i dotyka zwykle skały zawierające dużo kwarcu, o różnej genezie, zarówno osadowe (np. piaskowce), metamorficzne (gnejs), jak i magmowe (np. granit). Należy do zjawisk metamorfizmu dyslokacyjnego. Produktem mylonityzacji są skały mylonity. 